# Società Calcistica Cerretese 1983-1984
Questa voce raccoglie le informazioni riguardanti la Società Calcistica Cerretese nelle competizioni ufficiali della stagione 1983-1984.

## Rosa
| N. |                   | Ruolo | Calciatore         |
| -- | ----------------- | ----- | ------------------ |
|    | Italia (bandiera) | C     | Antonio Baldoni    |
|    | Italia (bandiera) | P     | Alberto Bellagamba |
|    | Italia (bandiera) | A     | Paolo Capozzi      |
|    | Italia (bandiera) | C     | Marcello Carli     |
|    | Italia (bandiera) | P     | Paolo Cecconi      |
|    | Italia (bandiera) | D     | Francesco Corsini  |
|    | Italia (bandiera) | C     | Stefano Dionigi    |
|    | Italia (bandiera) | C     | Enrico Favarin     |
|    | Italia (bandiera) |       | Gasparri           |
|    | Italia (bandiera) | C     | Roberto Lintas     |
|    | Italia (bandiera) | A     | Antonello Liucci   |

| N. |                   | Ruolo | Calciatore          |
| -- | ----------------- | ----- | ------------------- |
|    | Italia (bandiera) | C     | Pasquale Logarzo    |
|    | Italia (bandiera) | D     | Simone Malvolti     |
|    | Italia (bandiera) | C     | Giancarlo Marchetti |
|    | Italia (bandiera) | C     | Guido Marrucco      |
|    | Italia (bandiera) | A     | Enrico Murante      |
|    | Italia (bandiera) | D     | Pasquale Oliviero   |
|    | Italia (bandiera) | D     | Vinicio Olmi        |
|    | Italia (bandiera) | D     | Alessandro Pasquali |
|    | Italia (bandiera) | C     | Davide Pieracci     |
|    | Italia (bandiera) | C     | Rosario Rampanti    |
|    | Italia (bandiera) | D     | Roberto Versiglioni |